# Бэнк оф Америка Плаза (Атланта)
Бэнк оф Америка Плаза (англ. Bank of America Plaza) — небоскрёб в Атланте, штат Джорджия, США. Самое высокое здание города, штата и Юга США с 1992 года по настоящее время; 11-е по высоте в США (самое высокое здание в США, исключая Нью-Йорк и Чикаго); 77-е по высоте в мире.
Небоскрёб в постмодернистском стиле был построен в центре города в 1991–1992 годах. Высота сооружения составила 312 м вместе с 27-метровым шпилем, который покрыт сусальным золотом.
На крыше находится несколько ретрансляторов для радио и телевидения.